# 尤通黑门山脉
尤通黑门山脉（挪威語：Jotunheimen，挪威語發音：[ˈjòːtʉnˌhæɪmən]，意为“霜巨人之家”）是斯堪的纳维亚山脉中最高的一条支脉，位于挪威中南部，主峰格利特峰海拔2472米、加尔赫峰海拔2469米，为挪威最高峰。
尤通黑门山脉核心区为尤通黑门国家公园，总面积1151平方公里，是著名旅游胜地，为登山者和徒步旅行者的天堂。